# الكأس السلطانية 1917
كَأْسُ السُّلْطَانِ حُسَين 1917 هي النُّسْخة الأُولى من بُطولة كَأْس السُّلْطان حُسَين. لُعبت البُطولة في عام 1917، وفاز بها فَريق الإِشارة البِرِيطاني.